# Tetrasarus plato
Tetrasarus plato là một loài bọ cánh cứng trong họ Cerambycidae.